# Erich Nikowitz
Erich Nikowitz (né le 20 février 1906 à Vienne, mort le 26 août 1976 dans la même ville) est un acteur autrichien.

## Biographie
Nikowitz joue sous la direction de Max Reinhardt au Theater in der Josefstadt au début des années 1930, il est membre de l'ensemble pendant des décennies. Son premier rôle connu au cinéma remonte à 1939 en tant que juge de paix dans Antoine le magnifique (de). Nikowitz acquiert une renommée internationale en incarnant l'archiduc François-Charles, le père de l'empereur François-Joseph, dans la trilogie Sissi.
Erich Nikowitz a une grande popularité nationale en tant que Papa Leitner dans Familie Leitner, le premier succès d'audience de l'Österreichischer Rundfunk, entre 1958 et 1967.
Erich Nikowitz est marié à l'actrice Elisabeth Markus à partir de 1965.

## Filmographie
- 1939 : Unsterblicher Walzer (de)
- 1939 : Antoine le magnifique (de)
- 1940 : Ma fille est millionaire (de)
- 1940 : Toute une vie (de)
- 1940 : Der liebe Augustin
- 1941 : Liebe ist zollfrei (de)
- 1942 : Aimé des dieux
- 1947 : Singende Engel (de)
- 1948 : The Mozart Story (en)
- 1950 : Erzherzog Johanns große Liebe (de)
- 1955 : Sissi
- 1956 : Sissi impératrice
- 1957 : Sissi face à son destin
- 1958 : Adams Garten (TV)
- 1958 : Im Prater blüh'n wieder die Bäume
- 1958 : Soucis de millionnaire
- 1958–1967 : Familie Leitner (série télévisée, 82 épisodes)
- 1961 : Das Land des Lächelns (TV)
- 1961 : Er soll dein Herr sein (TV)
- 1961 : Autofahrer unterwegs
- 1962 : Mit den besten Empfehlungen (TV)
- 1962 : Der fidele Bauer (TV)
- 1963 : Ein netter Kerl (TV)
- 1964 : Tausend Worte Französisch (TV)
- 1964 : Ein schöner Herbst (TV)
- 1964 : König Cymbelin (TV)
- 1965 : Das Mädel aus dem Böhmerwald (de)
- 1969 : L'Auberge des plaisirs (en tant qu'assistant réalisateur)
- 1969 : Andante
- 1971 : Gestrickte Spuren (TV)